# アンドレ・リエンゾ
- アンドレ・リーエンゾ
- アンドレイ・リエンツォ

アンドレ・アルバニェス・リエンゾ（Andre Albanez Rienzo, 1988年7月5日 - ）は、ブラジル・サンパウロ出身のプロ野球選手（投手）。右投右打。メキシカンリーグのドスラレドス・オウルズに所属。

## 経歴

### プロ入り前
出身地であるサンパウロ州アチバイア市の日系野球クラブ「アチバイア・クラブ」で野球に出会う。

### プロ入りとホワイトソックス時代
2006年11月17日にアマチュアFAでシカゴ・ホワイトソックスと契約を結んだ。
2007年に傘下のルーキー級のアリゾナリーグ・ホワイトソックス2で開幕を迎え、キャリアをスタートさせる。この年は、7試合（3試合で先発）登板し、1勝1敗・防御率7.63・22奪三振の成績を残した。
2008年もアリゾナリーグ・ホワイトソックス2で開幕を迎えた。ここでは、5試合(4試合で先発)登板し、2勝1敗・防御率1.64・22奪三振の成績を残した。その後、ルーキー級アリゾナリーグ・ホワイトソックス1に昇格した。ここでは、3試合に先発登板し、3勝0敗・防御率0.96・22奪三振の成績を残した。
2009年は、アパラチアンリーグのルーキー級ブリストル・ホワイトソックスで開幕を迎えた。この年は、13試合（9試合で先発）登板し、2勝6敗・防御率4.14・49奪三振の成績を残した。
2010年は、A級カナポリス・インティミデイターズで開幕を迎えた。この年は、20試合（18試合で先発）登板し、8勝4敗・防御率3.65・125奪三振の成績を残した。
2011年は、A+級ウィンストン・セイラム・ダッシュで開幕を迎えた。この年は、25試合（22試合で先発）登板し、6勝5敗・防御率3.41・118奪三振の成績を残した。
2012年はA+級ウィンストン・セイラムからスタートしたが4月26日にスタノゾロール代謝産物に陽性反応を示して50試合の出場停止処分を受けた。リエンゾは「サプリメントに偶然入っていたもので、故意の摂取ではない」と弁明した。復帰後はAA級バーミングハム・バロンズに昇格し、終盤にはAAA級シャーロット・ナイツまで昇格した。マイナーで103イニングを投げて防御率2.53・奪三振率9.8と活躍。シーズン後にホワイトソックスの40人枠に入った。また、第3回WBC予選のブラジル代表に選出され、予選突破に貢献。本戦も予選に引き続いてメンバー入りした。
2013年7月25日のダブルヘッダーでのインディアナポリス・インディアンス戦で7イニングではあるが球団史上3人目となるノーヒットノーランを達成した。7月30日、ブラジル出身の投手としては初めてメジャーリーグに昇格し、クリーブランド・インディアンス戦に先発（野手はヤン・ゴームズが初）。ヤン・ゴームズとの初のブラジル人対決も実現させた。
2014年3月1日にホワイトソックスと1年契約に合意した。

### マーリンズ時代
2014年12月11日にダン・ジェニングスとのトレードで、マイアミ・マーリンズへ移籍した。
2016年1月12日にクリス・ジョンソンの加入に伴ってDFAとなり、19日に40人枠を外れる形で傘下のAAA級ニューオーリンズ・ゼファーズへ配属された。シーズンでは主にAAA級ニューオーリンズでプレーしていたが、9月3日に自由契約となった。

### マーリンズ退団後
2016年12月2日にサンディエゴ・パドレスとマイナー契約を結び、2017年は傘下のエル・パソ・チワワズでプレー。
2018年7月3日にメキシカンリーグのモンクローバ・スティーラーズと契約。
2019年12月16日に交換トレードでドスラレドス・オウルズに移籍した。

## 詳細情報

### 年度別投手成績
| 年 度    | 球 団    | 登 板 | 先 発 | 完 投 | 完 封 | 無 四 球 | 勝 利 | 敗 戦 | セ 丨 ブ | ホ 丨 ル ド | 勝 率 | 打 者 | 投 球 回 | 被 安 打 | 被 本 塁 打 | 与 四 球 | 敬 遠 | 与 死 球 | 奪 三 振 | 暴 投 | ボ 丨 ク | 失 点 | 自 責 点 | 防 御 率 | W H I P |
| -------- | -------- | ----- | ----- | ----- | ----- | -------- | ----- | ----- | -------- | ----------- | ----- | ----- | -------- | -------- | ----------- | -------- | ----- | -------- | -------- | ----- | -------- | ----- | -------- | -------- | ------- |
| 2013     | CWS      | 10    | 10    | 0     | 0     | 0        | 2     | 3     | 0        | 0           | .400  | 250   | 56.0     | 55       | 11          | 28       | 0     | 2        | 38       | 4     | 0        | 34    | 30       | 4.82     | 1.48    |
| 2014     | CWS      | 18    | 11    | 0     | 0     | 0        | 4     | 5     | 0        | 0           | .444  | 312   | 64.2     | 82       | 12          | 33       | 0     | 5        | 51       | 6     | 1        | 54    | 49       | 6.82     | 1.78    |
| 2015     | MIA      | 14    | 0     | 0     | 0     | 0        | 0     | 1     | 0        | 0           | .000  | 89    | 19.2     | 17       | 2           | 13       | 1     | 1        | 15       | 3     | 0        | 14    | 13       | 5.95     | 1.53    |
| MLB：3年 | MLB：3年 | 42    | 21    | 0     | 0     | 0        | 6     | 9     | 0        | 0           | .400  | 651   | 140.1    | 154      | 25          | 74       | 1     | 8        | 104      | 13    | 1        | 102   | 92       | 5.90     | 1.62    |

- 2018年度シーズン終了時

### 背番号
- 64（2013年 - 2014年）
- 24（2015年）

### 代表歴
- 2013 ワールド・ベースボール・クラシック・ブラジル代表
- 2017 ワールド・ベースボール・クラシック・ブラジル代表